# Коричневая рука
Коричневая рука (англ. The Brown Hand) — рассказ известного английского писателя сэра Артура Конан Дойла. Впервые был опубликован в мае 1899 года в ежемесячном журнале беллетристики «Strand Magazine».
История основана на индийской городской легенде, в которой рассказывается про мусульманина, потерявшего руку после аварии и умершего спустя несколько месяцев после этого. После смерти он стал призраком и начал бродить в поисках потерянной руки.
Хирург Доминик Холден во время службы на востоке ампутировал руку у пациента и забрал её себе в коллекцию. После смерти индуса его призрак стал приходить к доктору и требовать вернуть ему его руку. Однако, рука была утеряна некоторое время назад в результате пожара в доме Холдена. Постоянные визиты призрака пошатнули здоровье доктора. Его племянник решил помочь разобраться с проблемой. Он узнал, что призраки часто не уходят, так как их держит незавершенное дело. Тогда он достал похожую руку и поместил в доме доктора. Призрак посчитал её своей, забрал и исчез.